# Nereis rigida
Nereis rigida är en ringmaskart som beskrevs av Grube 1857. Nereis rigida ingår i släktet Nereis och familjen Nereididae. Inga underarter finns listade i Catalogue of Life.